# Unió Esportiva Sant Julià
Maillots
Actualités
L'Unió Esportiva Sant Julià est un club andorran de football basé à Sant Julià de Lòria. 
Il est le premier club andorran à réussir à passer un tour de Ligue des champions de l'UEFA.

## Bilan sportif

### Palmarès
- Championnat d'Andorre (2)
  - Champion : 2005, 2009
  - Vice-champion : 2001, 2002, 2004, 2006, 2008, 2011, 2017, 2019 et 2021

- Coupe d'Andorre (6)
  - Vainqueur : 2008, 2010, 2011, 2014, 2015 et 2021
  - Finaliste : 1997, 2001, 2003, 2004, 2005, 2007 et 2018

- Supercoupe d'Andorre (6)
  - Vainqueur : 2004, 2009, 2010, 2011, 2014 et 2018
  - Finaliste : 2003, 2005, 2008, 2015 et 2021

### Bilan européen
Note : dans les résultats ci-dessous, le score du club est toujours donné en premier
| Saison    | Compétition             | Tour              | Club                   | Domicile | Extérieur | Total             |
| --------- | ----------------------- | ----------------- | ---------------------- | -------- | --------- | ----------------- |
| 2001      | Coupe Intertoto         | Premier tour      | FC Lausanne-Sport      | 1 - 3    | 0 - 6     | 1 - 9             |
| 2002      | Coupe Intertoto         | Premier tour      | Coleraine FC           | 2 - 2    | 0 - 5     | 2 - 7             |
| 2004      | Coupe Intertoto         | Premier tour      | FK Smederevo           | 0 - 8    | 0 - 3     | 0 - 11            |
| 2005-2006 | Coupe UEFA              | Premier tour Q    | Rapid Bucarest         | 0 - 5    | 0 - 5     | 0 - 10            |
| 2006      | Coupe Intertoto         | Premier tour      | NK Maribor             | 0 - 3    | 0 - 5     | 0 - 8             |
| 2007      | Coupe Intertoto         | Premier tour      | FK Slavija             | 2 - 3    | 2 - 3     | 4 - 6             |
| 2008-2009 | Coupe UEFA              | Premier tour Q    | Tcherno More Varna     | 0 - 6    | 0 - 5     | 0 - 11            |
| 2009-2010 | Ligue des champions     | Premier tour Q    | SP Tre Fiori           | 1 - 1 ap | 1 - 1     | 2 - 2 (5 - 4 tab) |
| 2009-2010 | Ligue des champions     | Deuxième tour Q   | Levski Sofia           | 0 - 5    | 0 - 4     | 0 - 9             |
| 2010-2011 | Ligue Europa            | Deuxième tour Q   | MyPa                   | 0 - 3    | 0 - 5     | 0 - 8             |
| 2011-2012 | Ligue Europa            | Deuxième tour Q   | Bnei Yehoudah Tel-Aviv | 0 - 2    | 0 - 2     | 0 - 4             |
| 2014-2015 | Ligue Europa            | Premier tour Q    | FK Čukarički           | 0 - 0    | 0 - 4     | 0 - 4             |
| 2015-2016 | Ligue Europa            | Premier tour Q    | Randers FC             | 0 - 1    | 0 - 3     | 0 - 4             |
| 2017-2018 | Ligue Europa            | Premier tour Q    | Skënderbeu Korçë       | 0 - 5    | 0 - 1     | 0 - 6             |
| 2018-2019 | Ligue Europa            | Tour préliminaire | Gżira United           | 0 - 2    | 1 - 2     | 1 - 4             |
| 2019-2020 | Ligue Europa            | Tour préliminaire | Europa FC              | 0 - 2    | 1 - 2     | 1 - 4             |
| 2021-2022 | Ligue Europa Conférence | Premier tour Q    | Gżira United           | 0 - 0    | 1 - 1 ap  | 1 - 1 (3 - 5 tab) |

Légende
- Victoire ou qualification pour le tour suivant
- Match nul
- Défaite ou élimination de la compétition